# Maison, 11 place des Lices (Vannes)
La maison, située au 11 place des Lices est un édifice inscrit aux monuments historiques à Vannes dans le Morbihan.

## Historique
La maison est construite autour d'un escalier à vis incluse dans une tour située en dehors de l'édifice. La tour fait l’objet d’une inscription au titre des monuments historiques depuis le 17 avril 1931.

## Architecture
L'édifice se présente comme un corps de logis enserrant une tour cylindrique.